# Усадьба Светы-Антон
Замок Святого Антония (словац. Kaštieľ Svätý Anton) — усадьба венгерских князей Кохари, расположенная около одноимённой деревни невдалеке от старинного словацкого города Банска Штьявница. Сочетает в своём архитектурном облике элементы барокко и классицизма.  С 1985 года входит в список национальных памятников культуры Словакии и открыта для посещения туристов.

## История
Усадьба впервые упоминается под 1415 годом, когда ею владели братья Казовци (Kazovci). В XVI веке гарнизон Светы-Антона успешно отражал турецкие атаки. В XVII веке стала резиденцией венгерского дворянского рода Кохари и была при Имре Кохари капитально перестроена. Строгие белые стены, окна традиционной для барокко формы и массивная темная крыша — отличительные черты архитектурного ансамбля. Светы-Антон имеет два крыла, а над центральным входом в поместье возвышается небольшая башня, которая называется Ситна. С её вершины открывается прекрасный вид на окрестности. По замыслу архитекторов, первоначальная форма здания символизировала календарный год: четверо ворот — 4 сезона, 12 труб — 12 месяцев, 52 комнаты — 52 недели, 365 окон — 365 дней. К сожалению, позднейшие перестройки замка нарушили гармонию цифр.
В 1744 году Андраш Кохари снова полностью перестроил Светы-Антон. Пройдя под аркою ворот, гости замка попадали в просторный внутренний двор, украшенный лишь небольшим фонтаном и несколькими коваными лавками. В 1755—1758 годах на территории усадьбы была построена часовня Святого Яна Непомуцкого. В часовне находится усыпальница рода Кохари.
В 1815 году тогдашний глава рода барон Ференц-Йожеф Кохари получил от австрийского императора Франца I княжеский титул. В браке с графиней Марией-Антонией Вальдштейн-Вартенберг, у него родилась одна-единственная дочь Антония, которая была объявлена наследницей рода. Поэтому муж Антонии, князь Фердинанд Саксен-Кобург-Готский, сменил фамилию на Саксен-Кобург-Готский-Кохари. Детьми Фердинанда и Марии были португальский король-консорт Фердинанд, а также князь Август — отец царя Болгарии Фердинанда I. Таким образом усадьба Светы-Антон перешла в руки Саксен-Кобург-Готской династии, породнившейся с Кохари.
Соответственно, в начале XX века, а потом — в годы Второй мировой войны — здесь подолгу проживал царь Болгарии Фердинанд I. Стипендиатом Фердинанда I был уроженец этих мест, словацкий юрист и политик Войтех (Бела) Тука: на деньги Кобурга он изучал право в университете Будапешта. Большинство источников сходится на том, что усадьба Светы-Антон принадлежала Саксен-Кобургкой династии вплоть до 1944 года.
В 1954 г. усадьба получила статус лесоводческого и охотничьего музея. В 1999 году архиепископ Ян Сокол освятил парковую капеллу Святого Губерта, покровителя охотников.

## Музей и парк
Музей открыт от мая до сентября включительно. В нём хранятся несколько коллекций болгарского царя Фердинанда.
Господский дом окружён хорошо сохранившимся парком. До недавних пор там росла гигантская столетняя секвойя, посаженная Филиппом Кобургским по случаю рождения сына Леопольда. В начале 1990-х годов в дерево ударила молния, после чего величественный гигант погиб. Сейчас в парке растут потомки знаменитого дерева.

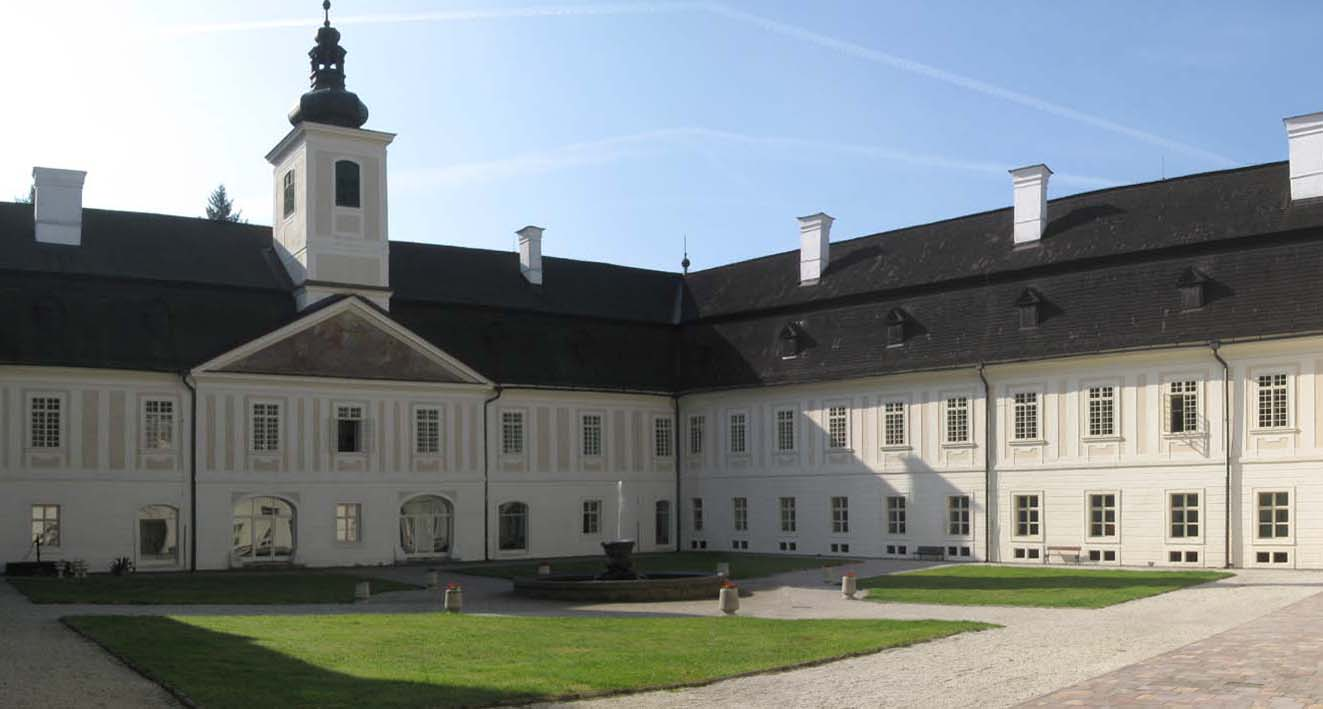
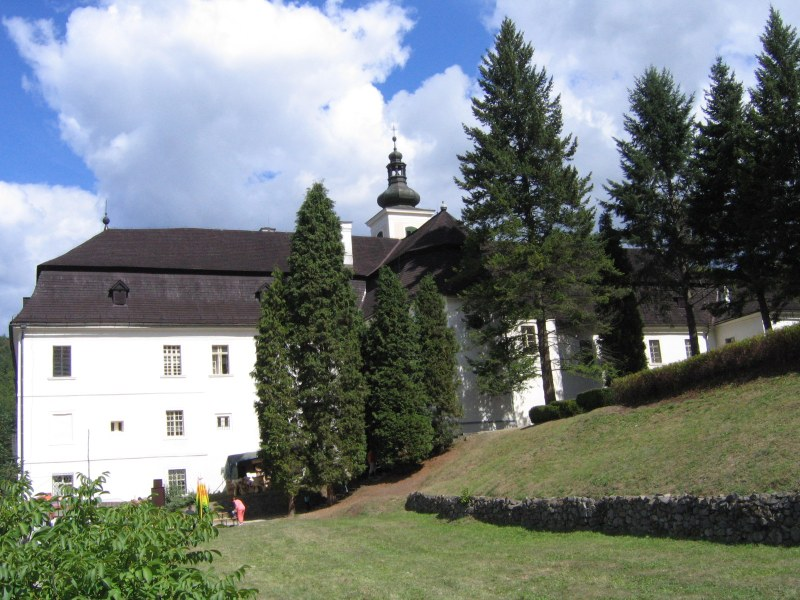
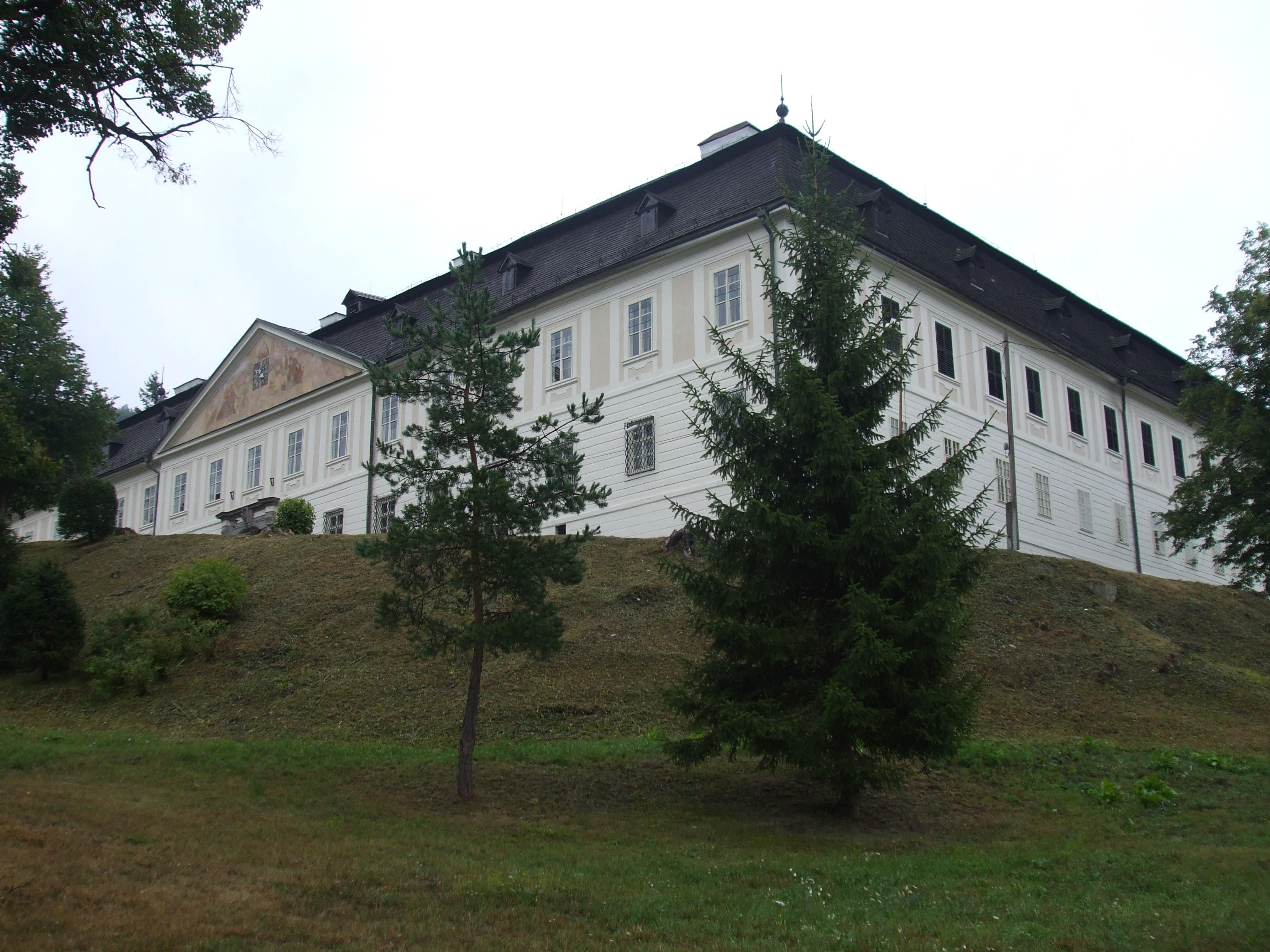
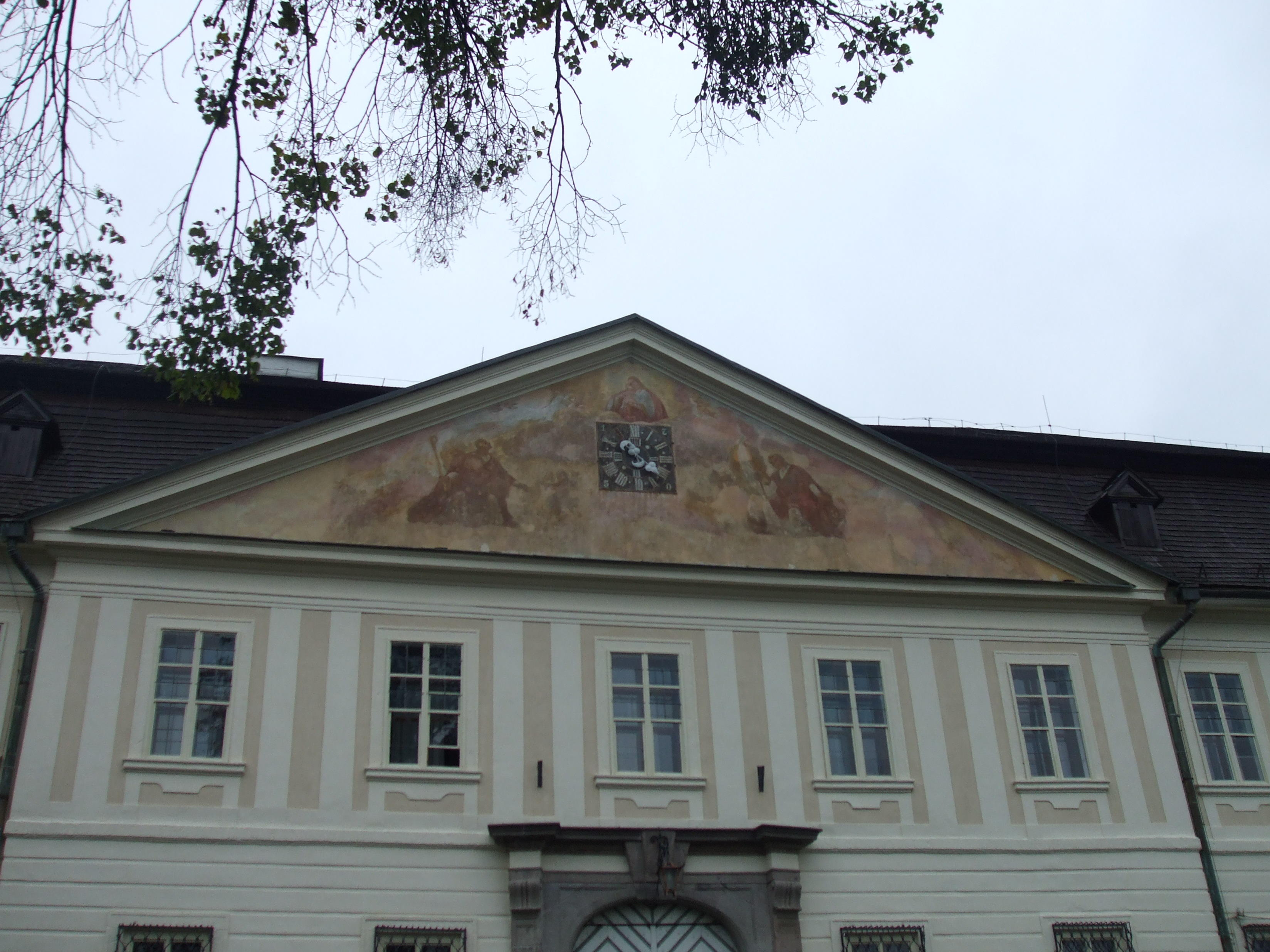
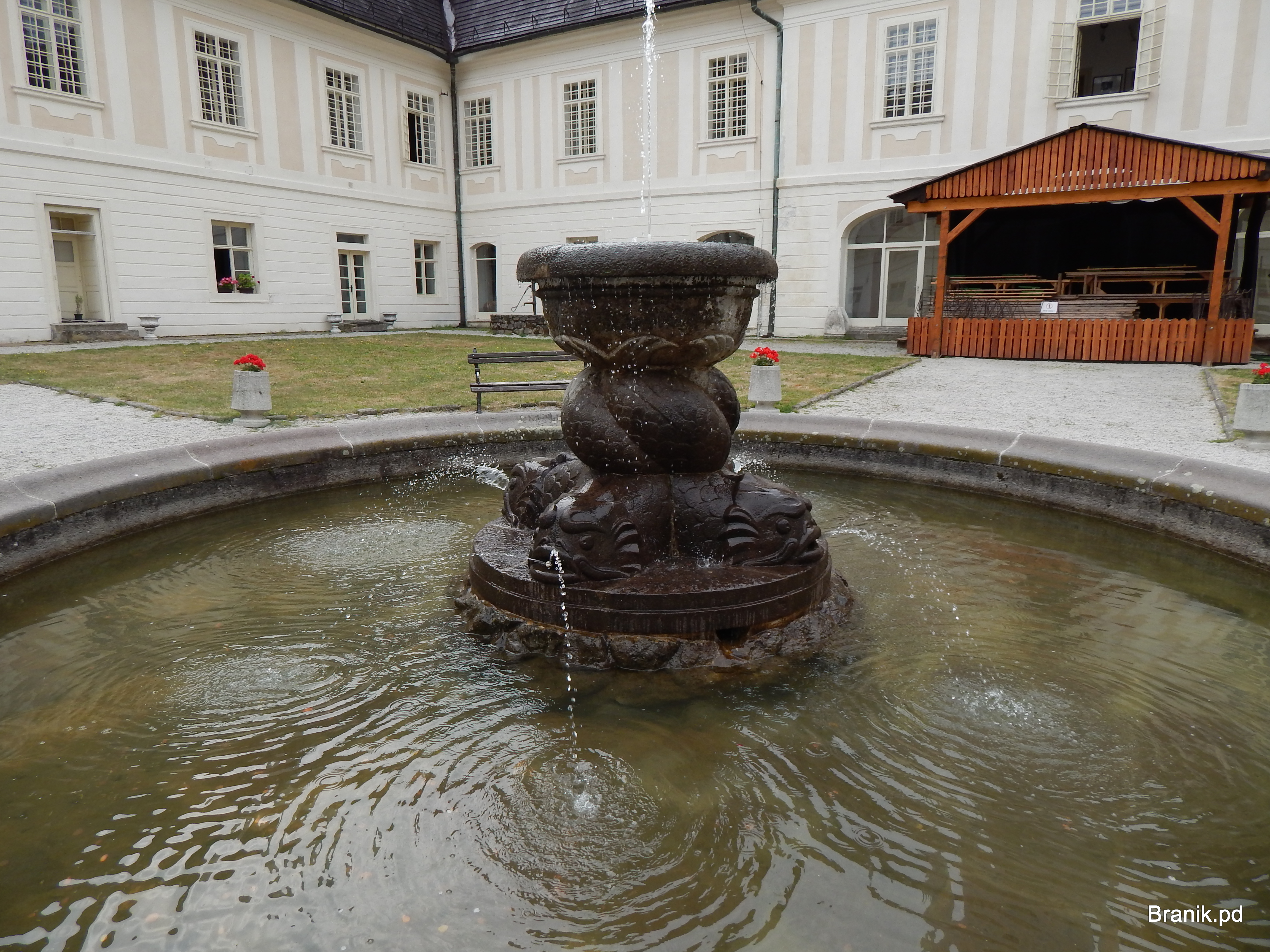